# Changan
Changan Automobile Group («Чанъань Отомобайл Груп») — китайская автомобилестроительная компания. Входит в число 20 крупнейших производителей государства. Штаб-квартира находится в городе центрального подчинения Чунцин. По количеству проданных автомобилей в 2021 году (2,301 млн) компания заняла 4-е место в КНР.

## Название
Слово «Changan» состоит из двух китайских иероглифов: «Chang» (长) и «an» (安), в совокупности переводящихся как «надёжность, проверенная временем». В соответствии с правилами китайско-русской транскрипции, по-русски это название читается «Чанъань».

## История
Компания прослеживает свою историю до 1862 года, когда один из наиболее крупных сановников Цинского Китая Ли Хунчжан основал в Шанхае контору по импорту, а позже и производству оружия. Позже производство оружия было перенесено в Нанкин, а в 1937 году — в Чунцин в центральной части Китая. В 1949 году оружейный завод был национализирован и стал важной составляющей военно-промышленного комплекса КНР. С 1957 года завод начал выпускать армейские внедорожники, в связи с чем получил название Changan Machinery Manufacturing Plant (Машиностроительный завод «Чанъань»). Однако в 1963 году производство внедорожников было перенесено в Пекин, а чунцинский завод вернулся к производству оружия. В это же время ВПК КНР был поделен на пять корпораций, завод стал частью China Ordnance Industry Corporation (Китайская корпорация оружейной промышленности). В начале 1980-х годов финансирование предприятий ВПК начало сокращаться, и им пришлось осваивать коммерческую деятельность; несколько заводов отрасли, включая чунцинский, заключили лицензионное соглашение с японской компанией Suzuki для выпуска её моделей для китайского рынка. В конце 1980-х годов была создана Changan Automobile Group (Автомобильная группа Чанъань), в которую вошли завод в Чунцине и сходный по истории завод в Цзянлине (провинция Хубэй). Группа в 1996 году создала промежуточную холдинговую компанию, акции которой в следующем году были размещены на Шэньчжэньской фондовой бирже. В 1999 году Китайская корпорация оружейной промышленности была разделена на две части, северную и южную, автопромышленная группа стала подчинённой южной, названной Китайская южная промышленная группа.
В июне 1993 года Changan и Suzuki создали совместное предприятие, построившее новый автомобильный завод. Предприятие выпускало легковые автомобили и минифургоны. В 2009 году в состав группы вошли ещё три компании, сотрудничавших с Suzuki в КНР, Hafei, Харбинский моторный завод и Changhe (последняя в 2013 году была продана BAIC Group). В 2018 году Suzuki решила уйти с китайского рынка, продав свою долю в совместном предприятии партнёру и лицензировав права на несколько моделей до 2023 года.
В 2001 году был создано совместное предприятие с Ford по выпуску легковых автомобилей таких моделей, как Fiesta, Focus и Taurus. В 2012 году было создано совместное предприятие с Mazda, ранее частично принадлежавшей Ford.
Ещё одно совместное предприятие было создано в 2011 году с Peugeot-Citroen по выпуску автомобилей под брендом DS, однако в 2020 году оно было продано гонконской группе Baoneng Group.
Опыт, накопленный в совместных предприятиях, компания с 2006 года начала применять для выпуска автомобилей под собственным брендом, это такие модели, как BenBen, Yuexiang (Alsvin), Zhixiang, Eado, Raeton, UNI-T.

## Деятельность
В 2008 году на заводах фирмы было собрано около 700 тыс. автомобилей. В 2010 году предполагалось экспортировать не менее 100 тыс. машин. В 2010 выпустила в сумме 1,102 млн автомобилей, в 2014 — около 2 млн. В 2016 годовой объём продаж автомобилей Changan превысил 3 миллиона. К 2018 выпущено 17 млн автомобилей.
К концу 2019-го года компания насчитывает 180 лабораторий в шести странах мира, собственную лабораторию краш-тестов, крупнейший в Азии полигон с более 70 различных видов покрытия, а также 35 заводов по производству автомобилей и двигателей.
В 2016 году прошел первый тест-драйв беспилотных автомобилей. Было пройдено расстояние от Чунцина до Пекина, которое составило 1800 км. В 2018 году проведен масштабный забег 55 беспилотных автомобилей. В июле 2019 года была проведена масштабная презентация технологии беспилотного вождения L4.

## Changan в России
В 2013 году марка Changan официально дебютировала на российском рынке. С 2014 года велась продажа кроссовера Changan CS35, в 2017—2019 годах модель собиралась на липецком «Моторинвесте», всего было продано около 5000 единиц.
В декабре 2019 Changan представил новый кроссовер для России — Changan CS55, незамедлительно получивший российский ценник и вышедший на рынок, составив конкуренцию популярным маркам автомобилей, модель продавалась только в первом поколении, рестайлинговая версия так и не добралась, зато в декабре 2022 года был объявлен старт продаж версии Changan CS55 Plus. С начала 2023 года также начаты продажи Changan CS35 Plus.
В 2023 году компания Changan представила фирменную подписку на свои автомобили. На старте в программу вошли три модели: седаны Alsvin, лифтбэки Uni-V и кроссоверы Uni-K. Также в 2023 году компания официально представила в России первый гибрид Changan Uni-K iDD.

## Changan в Беларуси
В 2024 году в Беларуси компания Лозанж получила статус эксклюзивного дистрибьютора легковых автомобилей Changan. Первыми экземплярами для белорусского потребителя станут кроссоверы линейки CS (35, 55, 75) и UNI (S, K, T).